# Diecezja przemysko-gorlicka
Diecezja przemysko-gorlicka – jedna z 6 diecezji kościoła prawosławnego w Polsce. Graniczy z diecezjami: lubelsko-chełmską i łódzko-poznańską.

## Historia
Diecezja została erygowana 6 września 1983 pod nazwą przemysko-nowosądecka; nawiązuje do tradycji prawosławnej eparchii przemyskiej (przemysko-samborskiej) (1120–1692), która po przyjęciu postanowień unii brzeskiej przez jej ostatniego ordynariusza została przemianowana na greckokatolicką diecezję przemyską.
25 sierpnia 2016, na Świętym Soborze Biskupów PAKP, zmieniono nazwę diecezji na obecną.
Diecezja obejmuje swoją jurysdykcją całe województwo podkarpackie oraz wschodnią część małopolskiego.

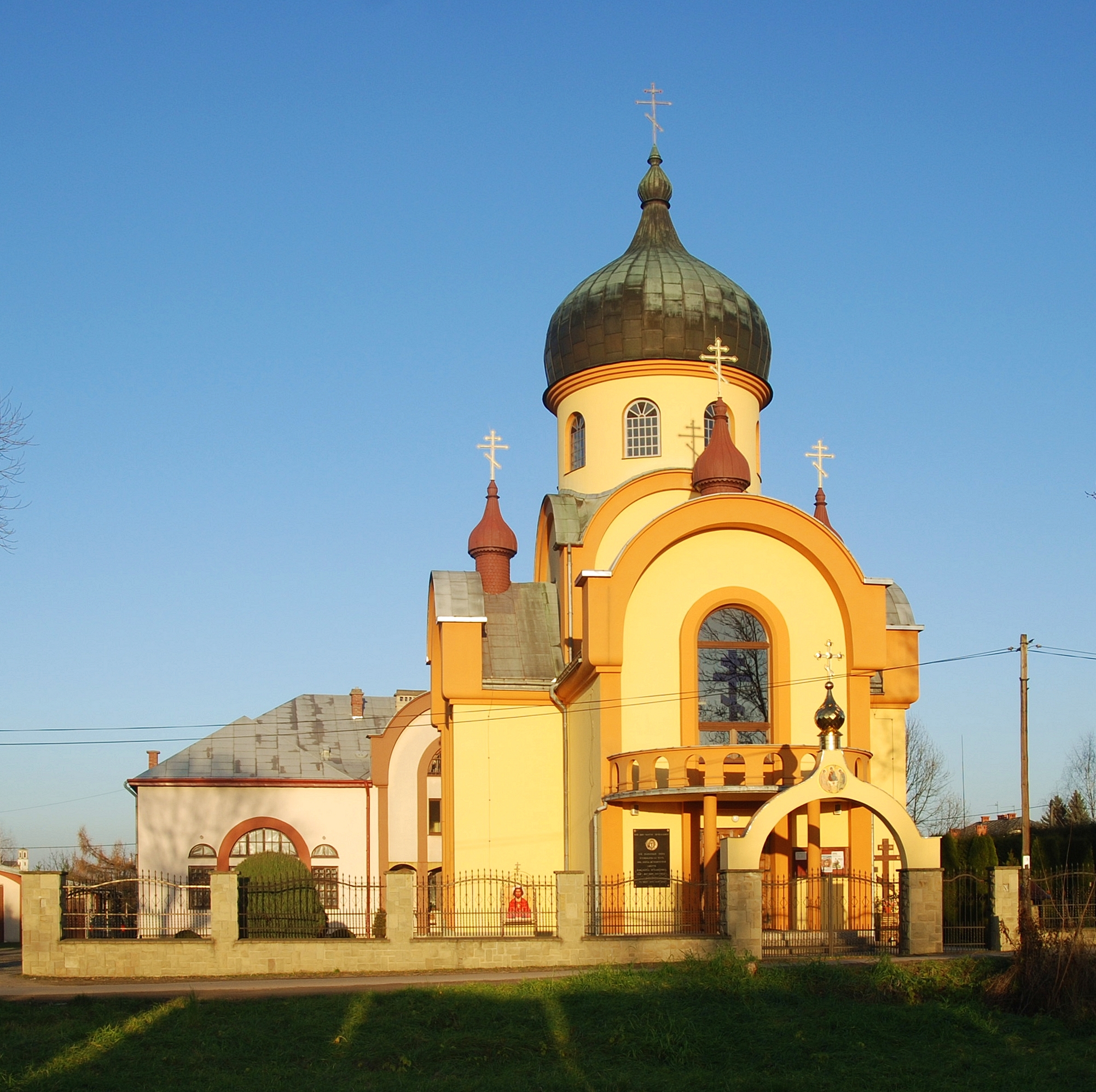
Sobór katedralny Świętej Trójcy w Gorlicach

## Główne świątynie
- Sobór katedralny Świętej Trójcy w Gorlicach
- Cerkiew  konkatedralna Zaśnięcia Matki Bożej w Przemyślu

## Dekanaty
1. Gorlice (8 parafii)
2. Krynica (3 parafie i 2 punkty duszpasterskie)
3. Przemyśl (5 parafii)
4. Sanok (8 parafii)

## Monaster
- Monaster Opieki Matki Bożej w Wysowej-Zdroju, męski

## Instytucje diecezjalne
- Diecezjalny Ośrodek Kultury Prawosławnej „Elpis” (Gorlice)
- Prawosławny Ośrodek Miłosierdzia Diecezji Przemysko-Gorlickiej „ELEOS” (Gładyszów)

## Zwierzchnicy diecezji
- 1983–2016 – Adam (Dubec), biskup (od 1996 arcybiskup) przemyski i nowosądecki
- od 2016 – Paisjusz (Martyniuk), biskup (od 2017 arcybiskup) przemyski i gorlicki

## Święci diecezji
Patronami diecezji są: św. Jan Chrzciciel (wspomnienie 24 czerwca/7 lipca) i św. Maksym Gorlicki (wspomnienie 6 września).